# Атила Дудаш
Атила Дудаш (Суботица, 1978) доцент је Правног факултета Универзитета у Новом Саду

## Биографија
Рођен је 1978. године у Суботици. Дипломирао је на Правном факултету у Новом Саду 2002. године са просечном оценом 9.93.Последипломске магистарске студије започео је у Холандији, у Хагу, у Институту Асер (Instituut TMC Asser). Студије започете у Хагу наставио је на Средњо-Европском Универзитету (Central European University-CEU) у Будимпешти, као стипендиста CEU-а. 
LL.M. диплому је на CEU-у стекао одбранивши тезу под насловом „Analysis of the Serbian Law on Financial Leasing in the Light of U.C.C. Article 9”.

Универзитет у Београду је 2006. године у поступку нострификације страних високошколских исправа, признао последипломске студије на CEU-у као магистарске студије, чиме је стекао звање магистра правних наука и према правилима домаћег права.

Године 2008. уписао се на докторске студије Приватно право на Правном факултету Универзитета у Новом Саду. Дисертацију "Кауза облигационих уговора" одбранио је у мају 2012. године.
Учестовао је на неколико научних саветовања.

У више наврата био је на студијским боравцима у Будимпешти и Бриселу.
Говори енглески и служи се немачким и француским језиком.

## Образовање
Основне студије завршио је на Правном факултету у Новом Саду.
Магистарске студије завршио је на Средњо-Европском Универзитету (Central European University-CEU) у Будимпешти.
Докторске студије завршио је на Правном факултету у Новом Саду.

## Радна места
Од 2006. године запослен је на Правном факултету Универзитета у Новом Саду, најпре у звању сарадника у настави, а затим звању асистента на предмету Облигационо право. У фебруару 2014. године изабран је у звање доцента на предмету Облигационо право.

## Научни рад
Области научног интересовања: општа теорија уговорног права, одговорност за несавесно вођење преговора, кодификација грађанског права. Аутор је преко педесет научних и стручних радова.

## Награде
Универзитет у Новом Саду му је у три наврата доделио Изузетну награду: 1998. године за успех постигнут у академској 1997/1998. години, 1999. године за успех постигнут у академској 1998/1999. години и 2002. године за успех постигнут током студија. Године 1999. одликован је Плакетом Универзитета најбољем студенту Правног факултета у академској 1998/1999. години. Године 2000. додељена му је диплома Амбасаде Краљевине Норвешке у Београду «За генерацију која обећава». Од 2000-2003. године био је колегиста (студент-стипендиста) прве генерације Колегијума за високо образовање војвођанских Мађара (Vajdasági Magyar Felsőoktatási Kollégium) са седиштем у Новом Саду.

## Изабрана библиографија
1. Пајтић, Бојан; Радовановић, Сања; Дудаш, Атила (2018). Облигационо право. Центар за издавачку делатност Правног факултета у Новом Саду. ISBN 978-86-7774-194-5.